# Discografia de Deborah Blando
A discografia de Deborah Blando, uma cantora e compositora de pop e pop rock italo-brasileira, compreende seis álbuns de estúdio, duas coletâneas e dezenove singles.

## Álbuns

### Álbuns de estúdio
| Álbum                    | Detalhes                                                                                 | Vendas                         | Certificações |
| ------------------------ | ---------------------------------------------------------------------------------------- | ------------------------------ | ------------- |
| A Different Story        | - Lançamento: 19 de novembro de 1991 - Formatos: CD, LP - Gravadora: Epic                | - : 15.000 (Até julho de 1992) |               |
| Unicamente               | - Lançamento: 19 de janeiro de 1997 - Formatos: CD - Gravadora: Virgin, EMI              | - : 120.000                    | - ABPD: Ouro  |
| Deborah Blando           | - Lançamento: 16 de abril de 1998 - Formatos: CD - Gravadora: Virgin, EMI                | - : 20.000                     | - AFP: Ouro   |
| Salvatrice (em italiano) | - Lançamento: 22 de agosto de 2000 - Formatos: CD - Gravadora: Abril                     |                                |               |
| In Your Eyes             | - Lançamento:12 de abril de 2013 - Formatos: CD, download digital - Gravadora: Som Livre |                                |               |
| Polares                  | - Lançamento: 17 de julho de 2020 - Formatos: Download digital - Gravadora:              |                                |               |

### Extended plays(EPs)
| Álbum            | Detalhes                                                                                     |
| ---------------- | -------------------------------------------------------------------------------------------- |
| Alegria da Gente | - Lançamento: 18 de dezembro de 1981 - Formatos: LP - Gravadora: CBS                         |
| Deborah Blando   | - Lançamento: 18 de dezembro de 2012 - Formatos: EP, download digital - Gravadora: Som Livre |
| One Truth        | - Lançamento: Maio de 2017 - Formatos: EP, download digital - Gravadora: Independente        |

### Compilações
| Álbum                              | Detalhes                                                                                 |
| ---------------------------------- | ---------------------------------------------------------------------------------------- |
| A Different Story: Special Edition | - Lançamento: 13 de maio de 1993 - Formatos: CD, LP - Gravadora: Epic                    |
| A Luz Que Acende o Olhar           | - Lançamento: 10 de maio de 2002 - Formatos: CD, download digital - Gravadora: Universal |

### Trilhas sonoras
| Álbum                                  | Detalhes                                                                        |
| -------------------------------------- | ------------------------------------------------------------------------------- |
| Os Menestréis (com Oswaldo Montenegro) | - Lançamento: 16 de agosto de 1986 - Formatos: CD, LP - Gravadora: Independente |

## Singles

### Como artista principal
| "Boy (Why You Wanna Make Me Blue)"                                              | 1991 | — | —  | A Different Story                  |
| "Innocence"                                                                     | 1992 | 1 | 31 | A Different Story                  |
| "Shame"                                                                         | 1992 | — | —  | A Different Story                  |
| "Decadence Avec Elegance"                                                       | 1992 | 1 | —  | A Different Story                  |
| "A Maçã"                                                                        | 1993 | 1 | —  | A Different Story: Special Edition |
| "Merry-Go-Round"                                                                | 1993 | — | —  | A Different Story: Special Edition |
| "Other People's House"                                                          | 1994 | — | —  | A Different Story: Special Edition |
| "O Descobridor dos Sete Mares"                                                  | 1994 | — | —  | Não adicionado à nenhum álbum      |
| "Nanita" (com B-Tribe)                                                          | 1995 | — | —  | Suave Suave                        |
| "Que Mala Vida" (com B-Tribe)                                                   | 1995 | — | —  | Suave Suave                        |
| "Unicamente"                                                                    | 1997 | — | —  | Unicamente                         |
| "Gata"                                                                          | 1997 | — | —  | Unicamente                         |
| "Última Estória"                                                                | 1997 | — | —  | Unicamente                         |
| "Somente o Sol"                                                                 | 1998 | — | —  | Deborah Blando                     |
| "Águias"                                                                        | 1998 | — | —  | Deborah Blando                     |
| "Próprias Mentiras"                                                             | 2000 | — | —  | Deborah Blando                     |
| "Ti Amo Ovounque Sei"                                                           | 2000 | — | —  | Salvatrice                         |
| "Seamisai"                                                                      | 2000 | — | —  | Salvatrice                         |
| "A Luz Que Acende o Olhar"                                                      | 2002 | — | —  | A Luz que Acende o Olhar           |
| "When You Say Nothing At All" (com Ronan Keating)                               | 2002 | — | —  | Não adicionado à nenhum álbum      |
| "Anjo"                                                                          | 2012 | — | —  | In Your Eyes                       |
| "In Your Eyes" (feat. Antonio Eudi)                                             | 2013 | — | —  | In Your Eyes                       |
| "Sweet Sorrow" (feat. Antonio Eudi)                                             | 2013 | — | —  | In Your Eyes                       |
| "Jeito Particular"                                                              | 2015 | — | —  | Não adicionado à nenhum álbum      |
| "Belong"                                                                        | 2016 | — | —  | Não adicionado à nenhum álbum      |
| "—" denota singles que não entraram nas paradas musicais ou não há informações. |      |   |    |                                    |

## Outras aparições
| Canção                         | Ano  | Outro(s) artista(s) | Álbum                 |
| ------------------------------ | ---- | ------------------- | --------------------- |
| "Nanita"                       | 1995 | B-tribe             | Suave, Suave          |
| "Que Mala Vida"                | 1995 | B-tribe             | Suave, Suave          |
| "Junto Com Teu Sonho"          | 2001 | —                   | Atlantis              |
| "Vôo da Kira"                  | 2002 | —                   | Xuxa e os Duendes 2   |
| "Quando a Gente Ama Pra Valer" | 2002 | —                   | Xuxa e os Duendes 2   |
| "Chocolate com Pimenta"        | 2003 | —                   | Chocolate com Pimenta |
| "Nada Por Esperar"             | 2005 | Fê Lemos            | Hotel Básico          |
| "O Desejo Faz Dançar"          | 2005 | Fê Lemos            | Hotel Básico          |
| "Contrato Assinado"            | 2007 | —                   | Sete Pecados          |

## Videoclipes
| Canção                                            | Ano  | Diretor         | Notas                                                                                          |
| ------------------------------------------------- | ---- | --------------- | ---------------------------------------------------------------------------------------------- |
| "Boy (Why You Wanna Make Me Blue)"                | 1991 | Larry Jordan    |                                                                                                |
| "Innocence"                                       | 1992 | Peter Demetris  |                                                                                                |
| "Decadence Avec Elegance"                         | 1993 | Deborah Blando  |                                                                                                |
| "A Maçã"                                          | 1993 | —               |                                                                                                |
| "Merry-Go Round"                                  | 1993 | —               |                                                                                                |
| "Nanita (A Spanish Lullaby)"                      | 1995 | —               | Como artista convidado; videoclipe de B-Tripe                                                  |
| "Unicamente"                                      | 1997 | —               |                                                                                                |
| "Gata"                                            | 1997 | —               |                                                                                                |
| "Águias"                                          | 1998 | Alex Miranda    |                                                                                                |
| "Junto com Teu Sonho (Where the Dream Takes You)" | 2001 | Garcia Júnior   |                                                                                                |
| "When You Say Nothing At All"                     | 2002 | —               | Como artista convidado; videoclipe de Ronan Keating                                            |
| "Tanto Faz"                                       | 2007 | —               |                                                                                                |
| "Anjo"                                            | 2012 | —               |                                                                                                |
| "In Your Eyes"                                    | 2013 |                 |                                                                                                |
| "Jeito Particular (Segunda Versão)"               | 2015 |                 |                                                                                                |
| "Belong"                                          | 2016 |                 |                                                                                                |
| "One Truth"                                       | 2018 | Fabio Tieri     |                                                                                                |
| "All The Things I Normally See"                   | 2019 | Gustavo Arrais  |                                                                                                |
| "We Fly"                                          | 2019 | Donni Rodrigues |                                                                                                |
| "I Will Never Forget You"                         | 2020 | Bruno Bessa     | 1ª versão com legendas traduzidas para o português; 2ª versão com legendas originais em inglês |